# Quint Ondaatje
Pieter Philip Jurriaan Quint Ondaatje, né à Colombo le 18 juin 1758 et décédé à Batavia le 30 avril 1818, fut un éminent patriote néerlandais et une figure politique révolutionnaire de grande influence à la fin du XVIIIe siècle. Ondaatje est réputé pour avoir été un précurseur de la démocratie néerlandaise.
Lorsque la ville d'Utrecht fut assiégée par les troupes de l'armée de l'État, il s'allia à Jean Frédéric de Salm-Grumbach, comte de Salm, responsable de la défense de la Hollande et d'Utrecht. À la fin de l'année 1787, contraint de se réfugier, il vécut à Bruxelles et en Flandre française. À partir de 1795, il servit la République batave, et dès 1806, il continua son service sous le Royaume de Hollande. Sa présence à Paris fut significative jusqu'aux Cent Jours.

## Biographie

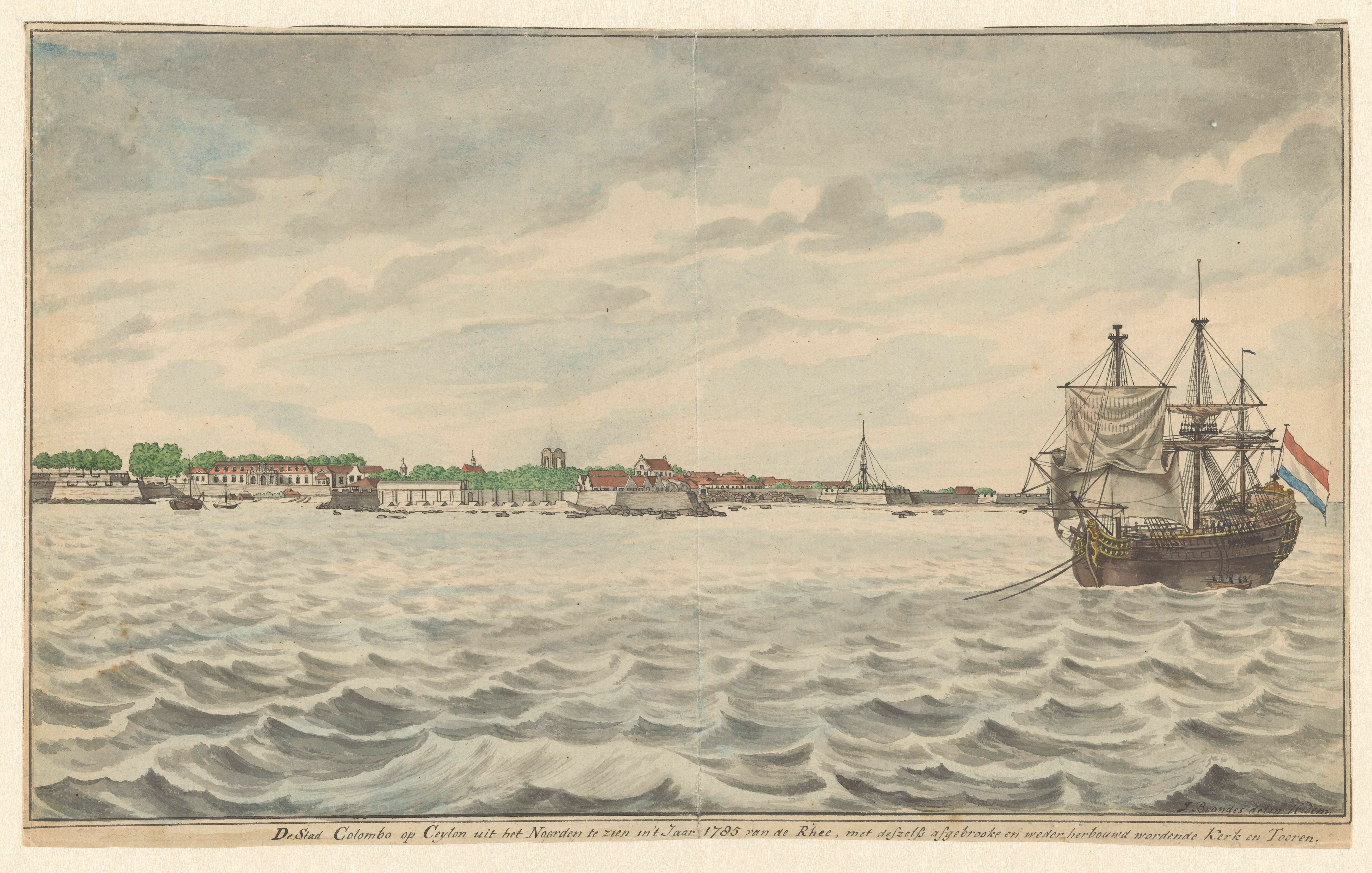
La ville de Colombo à Ceylan a eu lieu au nord de la ville de Rhee en janvier 1785, avec ses amis afgebrooke et le monde herbouwd wordende Kerk et tropen

Michael Ondaatje était le fils de Willem Jurgen Ondaatje, un ministre protestant à la peau sombre, ce trait étant attribué à l'ascendance portugaise de sa grand-mère maternelle sur l'île, connue sous le nom de « bourgeois ». Son grand-père, Ondaatchi, était un Chetty d'origine mixte tamoule et cinghalaise. Sa mère, Hermina Quint, était originaire d'Amsterdam où ils contractèrent mariage en 1757. Au début de l'année 1758, le couple arriva à Ceylan où il fut affilié à l'église Wolvendaal.
En 1774, Pieter parvint à la cité d'Amsterdam, où il prit demeure auprès de son grand-père vénérable, et intégra l'Athenaeum Illustre en qualité de disciple. En l'année 1778, il choisit de s'établir à Utrecht afin de se consacrer à l'étude du droit et de la théologie, préférant toutefois l'érudition philosophique. En novembre 1782, il acquit les insignes de la philosophie par la vertu de l'obtention d'un diplôme, puis, en janvier 1787, triompha glorieusement lors de l'obtention de son doctorat en la faculté de droit de Leiden.

## Patriote néerlandais

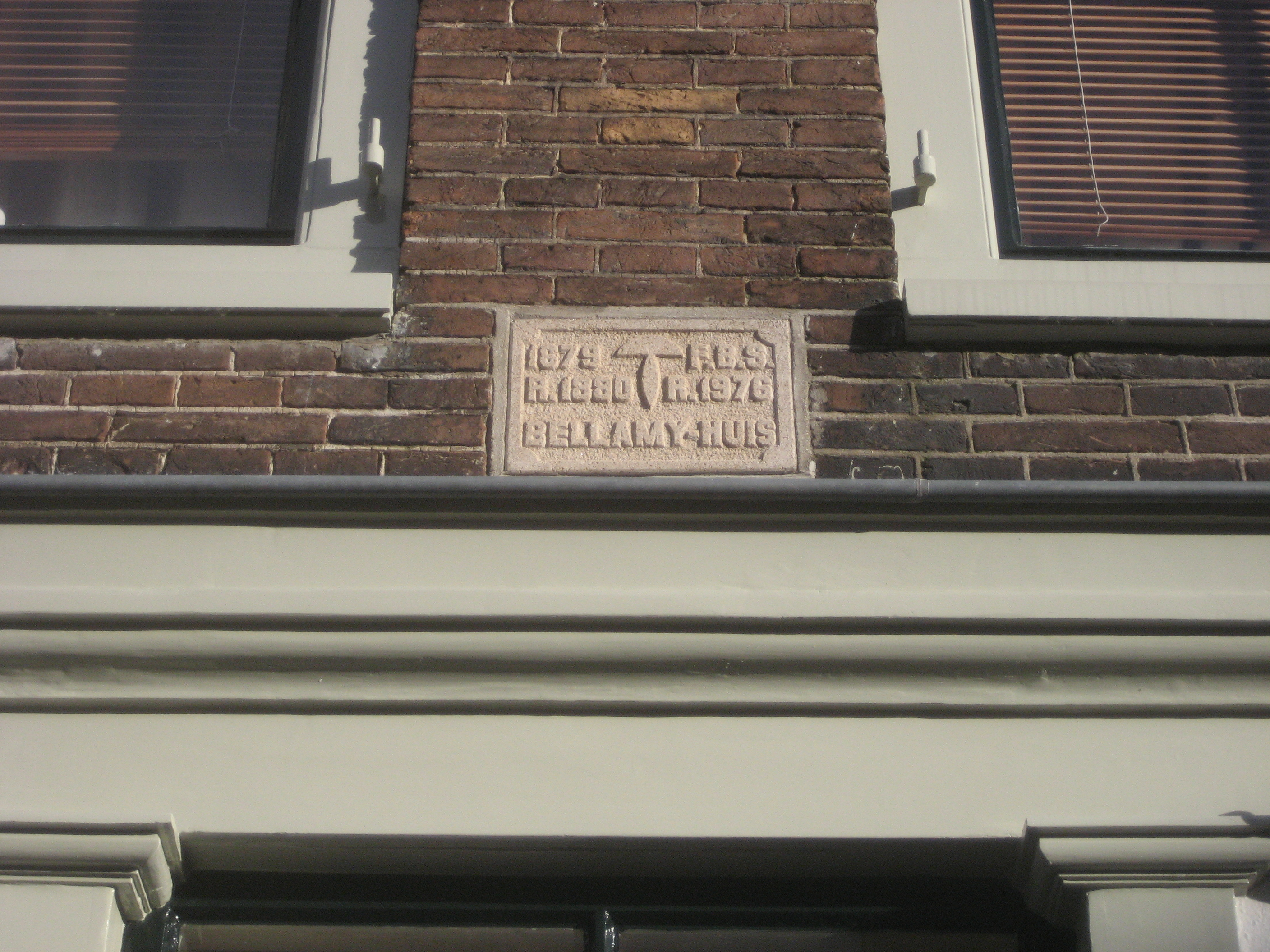
Maison Bellamy, Lange Nieuwstraat 18, Utrecht

En février 1783, sous l'influence de figures telles qu'Andrew Fletcher et Van der Capelle tot den Pol, Ondaatje joua un rôle prépondérant en qualité de fondateur du corps libre local, initiative destinée à supplanter le schutterij orangiste. Durant cette période, il accéda à un poste officiel et prit résidence dans la même demeure que le poète Jacobus Bellamy, qui se plaignit des rassemblements bruyants tenus à proximité par Ondaatje. Parallèlement, Michaël van Goens, principal porte-parole des orangistes, fut révoqué de ses fonctions au sein du conseil municipal oligarchique la même année. En outre, Ondaatje rédigea des pétitions adressées au vroedschap concernant les droits et obligations du stathouder en matière de sélection de nouveaux candidats. Le 6 décembre 1784, il parvint à organiser les corps francs à l'échelle nationale, tenant des réunions régulières au "stadskelder". Il incita les Corps Libres à plaider en faveur d'un "gouvernement populaire par représentation". En qualité de chef des négociations, Ondaatje exposa au magistrat l'impératif de se conformer à la volonté générale,.
Le 11 mars 1785, à Utrecht, la population se rassemble solennellement à l'hôtel de ville pour une manifestation d'envergure. Sous la conduite énergique d'Ondaatje, ils pénètrent avec audace dans la salle où il prononce un discours passionné, exigeant la démission des candidats orangistes à moins que les regenten ne répondent à leurs revendications. Confrontés à cette position déterminée, les magistrats cèdent, sous la condition qu'Ondaatje mette fin aux troubles. Ce dernier proclame leur victoire et encourage la population à regagner ses foyers. Malgré la dispersion de la foule, les rassemblements ultérieurs sont interdits. Le 3 mai 1785, une plainte est déposée à son encontre, ouvrant la voie à un procès prévu pour le 2 août de la même année. Il défend vigoureusement sa position contre les attaques du journal patriote De Post van den Neder-Rhijn et reçoit la visite de Pieter Paulus, procureur de Rotterdam. Finalement, Ondaatje prend la décision de démissionner de son poste au sein des Corps Libres et de renoncer à son rôle de représentant. À la suite de la deuxième assemblée nationale des Corps Francs en juin 1785, il devient de plus en plus évident que la République est en voie de se plonger dans une guerre civile imminente.

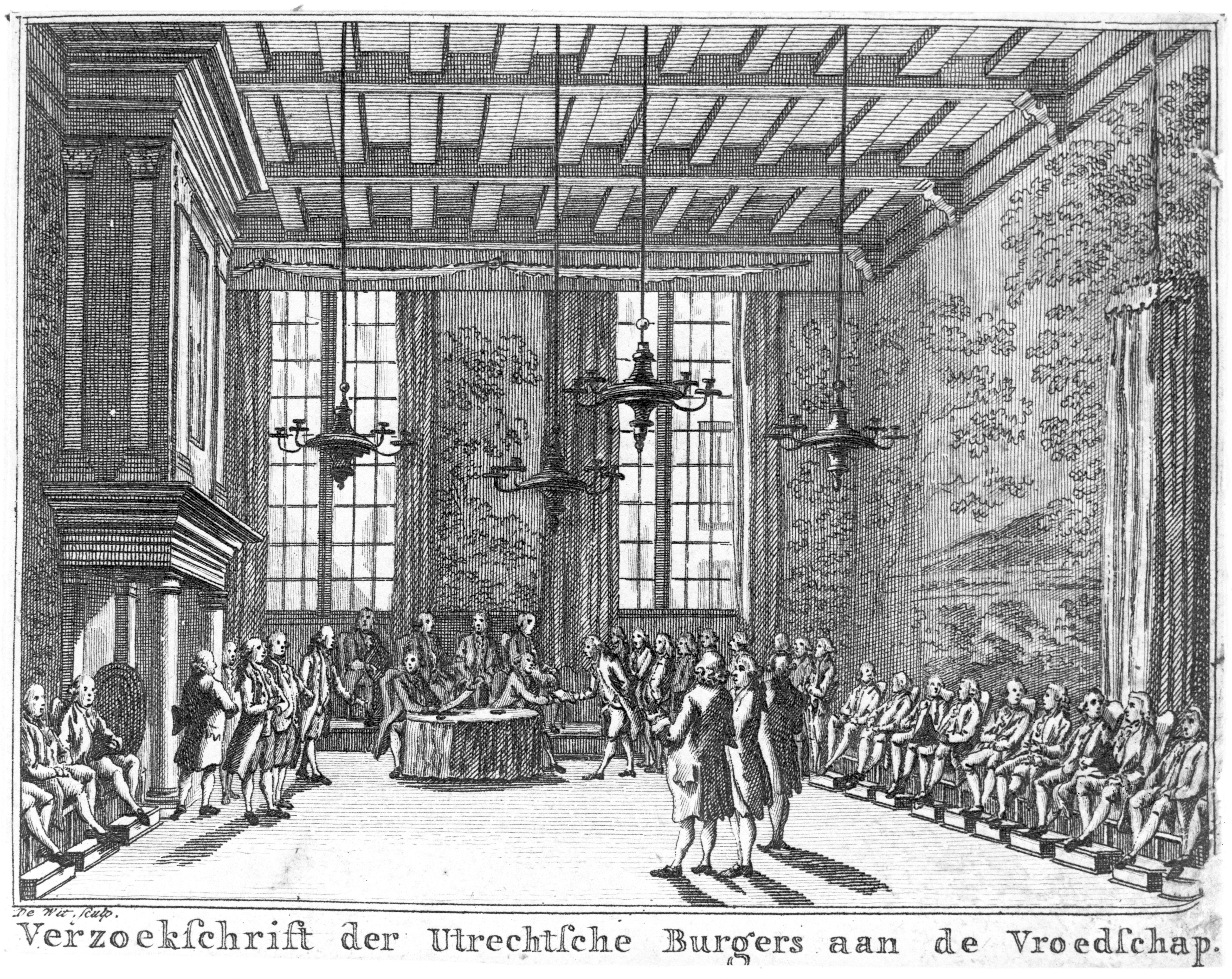
"Verzoekschrift der Utrechtsche Burgers aan de Vroedschap." (1783)
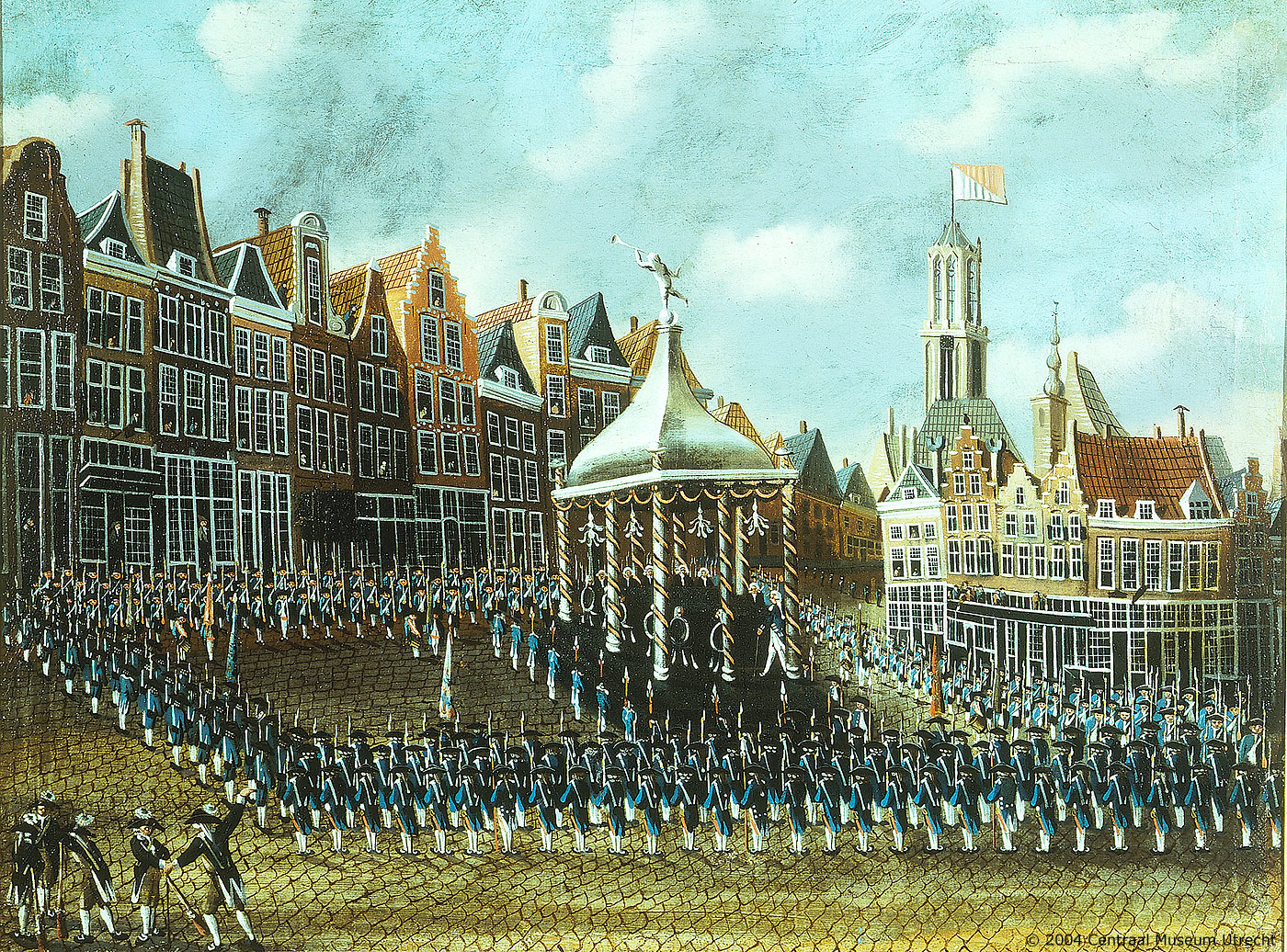
Patriotes à la Neude le 12 octobre 1786, lors de l'installation d'un conseil municipal élu
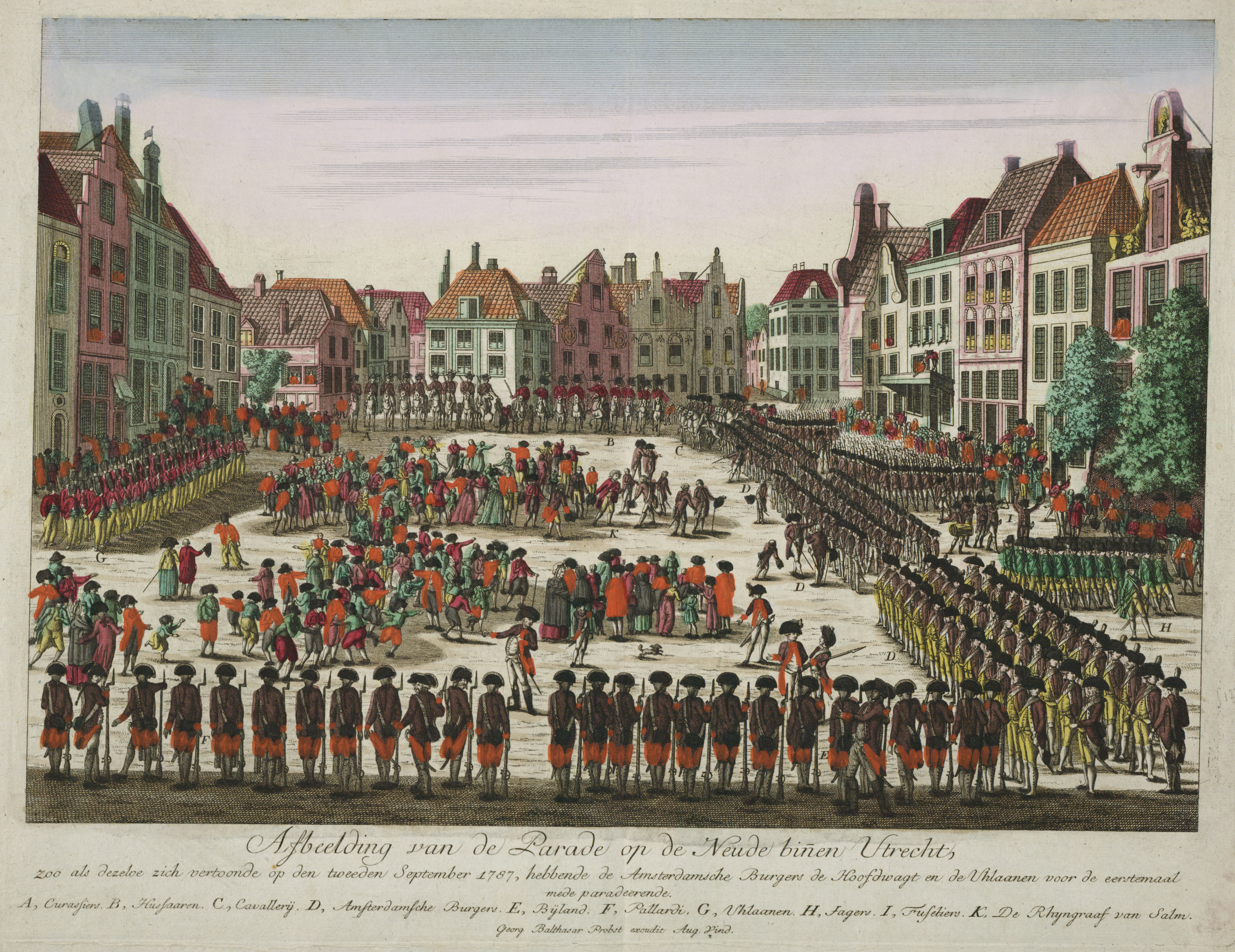
Défilé des exercicegenootschappen et des troupes auxiliaires à Utrecht le 2 septembre 1787.

En décembre 1785, l'agitation dans la cité atteignit son paroxysme. Malgré une vigoureuse campagne menée par les patriotes en faveur de l'instauration de nouvelles règles urbaines démocratiques, le conseil municipal demeura attaché aux méthodes traditionnelles de gouvernance. Confronté à cette impasse, Ondaatje prit la décision de passer à l'action. Le 19 décembre, il parvint à rassembler une foule et à la mener jusqu'à l'hôtel de ville, exigeant que le conseil mette en place les règles démocratiques dans un délai de trois mois. Nul ne serait autorisé à quitter les lieux avant que le Patriote n'eût obtenu satisfaction de ses demandes.

## Révolte néerlandaise

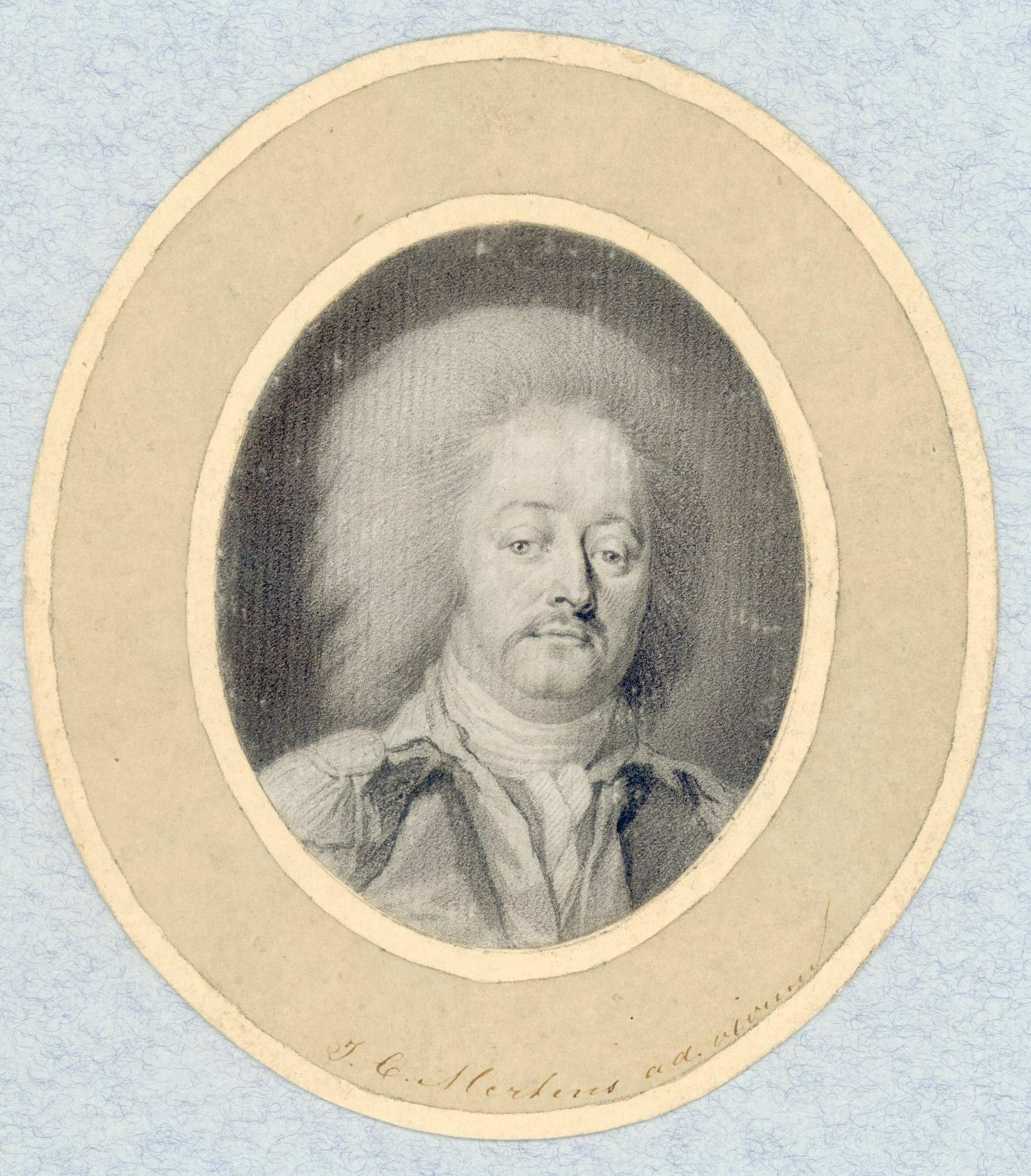
Probablement Jean Frédéric de Salm-Grumbach, dessin de Johannes Cornelis Mertens (1752-1823).

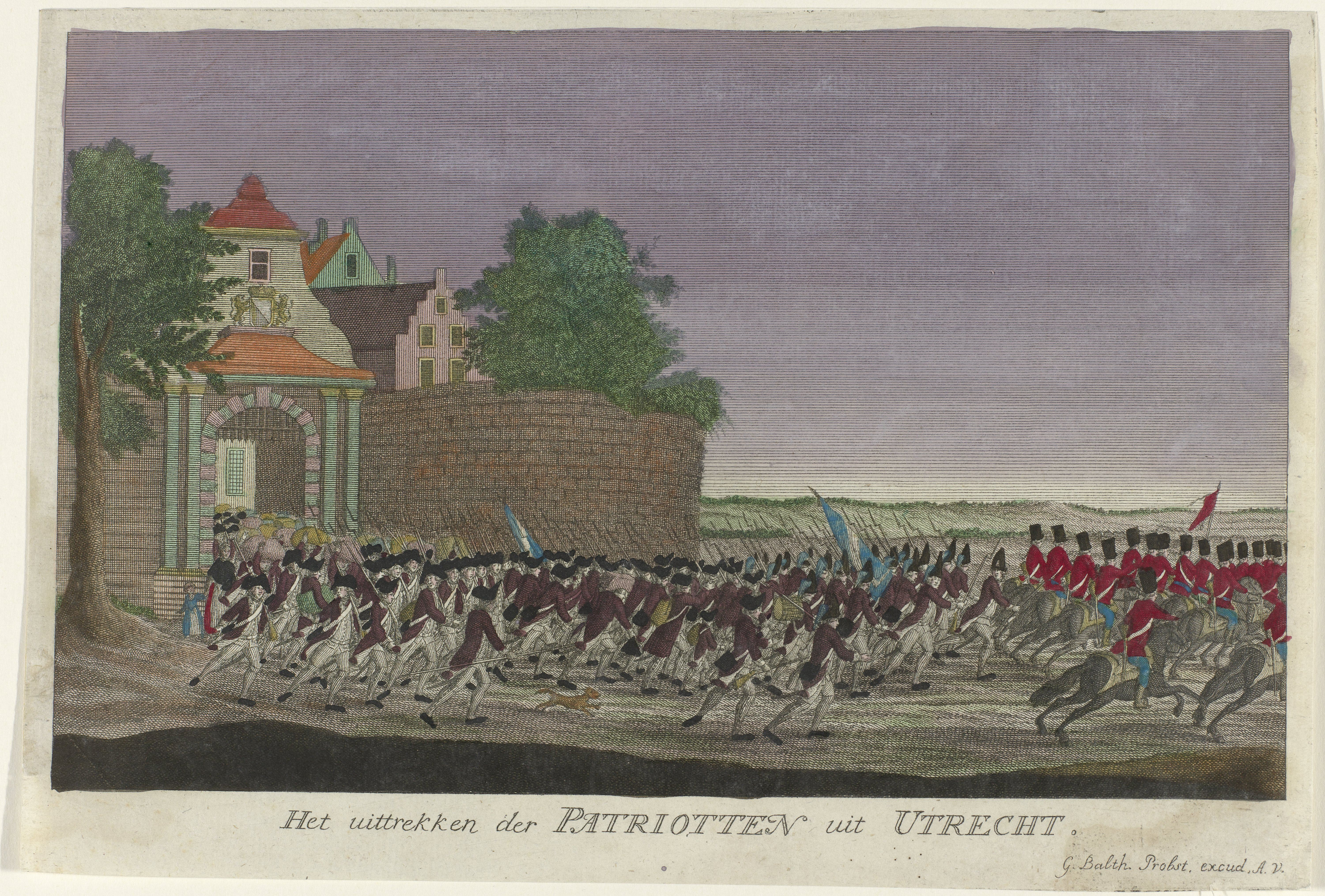
Les troupes des Patriotes quittent Utrecht tard dans la soirée du samedi 15 septembre 1787.

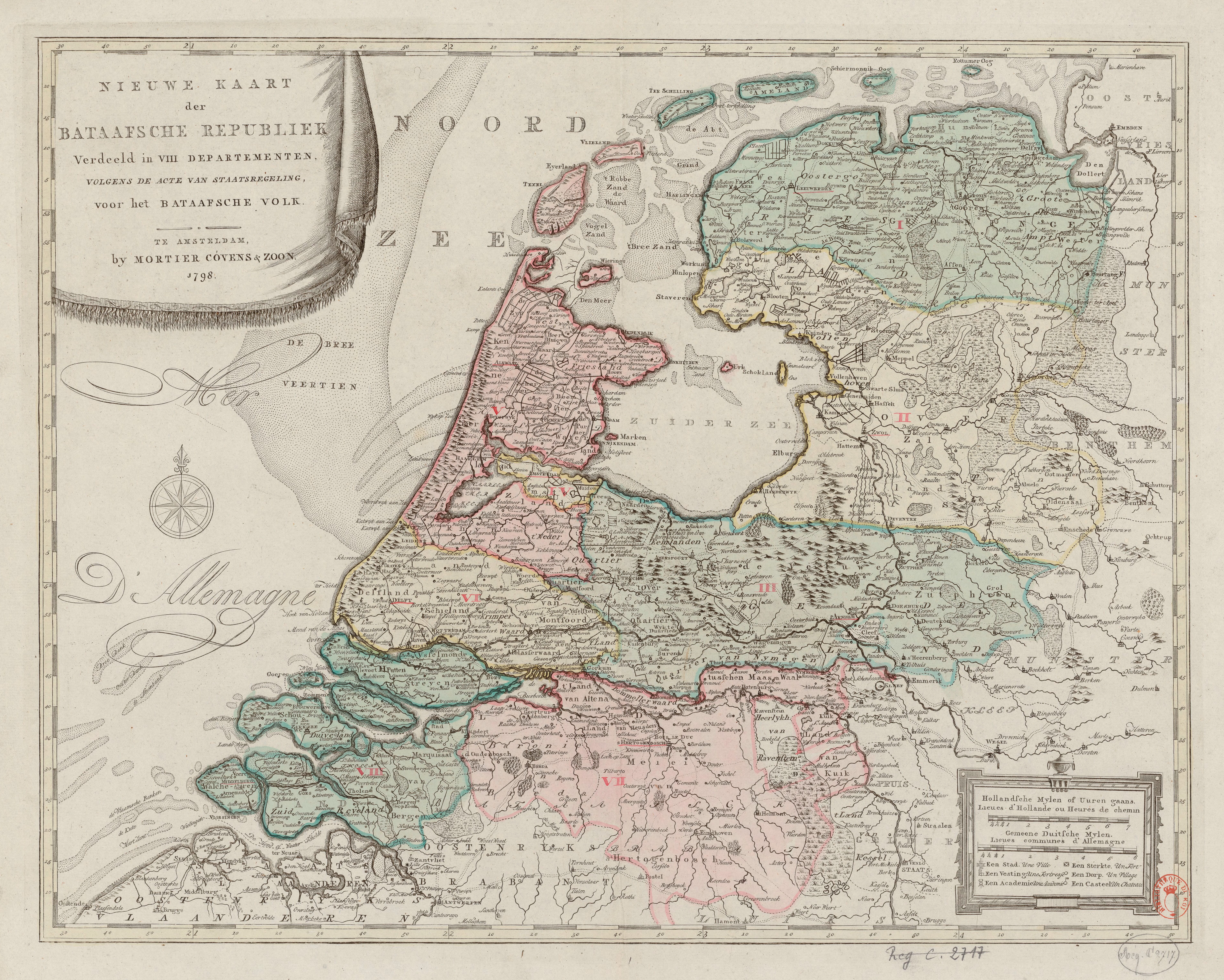
Carte de la République batave en 1798 par Mortier Covens

Malgré des dissensions internes, au début du mois d'août 1786, il fut convenu que le conseil municipal ne serait plus désigné par le stathouder, mais par le corps libre, sans considération pour la religion ou la propriété. Dans un climat d'attention publique intense, le conseil municipal d'Utrecht fut destitué de ses fonctions, seuls sept membres conservant leur poste. En l'espace de quelques semaines, les corps francs élurent des magistrats plus enclins au patriotisme, qui prirent leurs fonctions dès le 10 octobre. Cet événement marqua un tournant historique, Utrecht devenant la première ville des Pays-Bas à établir un gouvernement municipal incluant des représentants des catholiques, des mennonites et d'autres groupes moins favorisés. Ce gouvernement, sous le contrôle des représentants de la population, fonctionna sans ingérence ni mandat du stathouder. Néanmoins, la majorité orangiste des États provinciaux refusa de reconnaître ces nouvelles régulations et déménagea à Amersfoort, tandis que la minorité patriotique demeura à Utrecht. La ville se mua alors en camp retranché en anticipation d'une éventuelle attaque des forces du stathouder, basées à Amersfoort.
En mai 1787, l'instauration d'une prohibition absolue sur l'acquisition d'armements suscita une vive indignation parmi les patriotes, contribuant à la formation du Comité de Défense à Woerden, chargé de la protection des régions de Hollande et d'Utrecht. Vers le milieu de la nuit, Ondaatje se présenta lors de la bataille de Jutphaas. Le 7 juin, il fut désigné officier de liaison, tandis que Jean Frédéric de Salm-Grumbach assuma le rôle de commandant en chef, bien que sa légitimité ne fût pas universellement reconnue parmi les officiers, ses nouvelles attributions soulevant des controverses juridiques. À la fin du mois de juillet, Salm entreprit une tentative pour s'emparer du palais de Soestdijk et pour encercler Amersfoort. En août, soixante artilleurs français arrivèrent à Utrecht pour prêter main-forte.
Les circonstances se sont intensifiées lorsque l'ultimatum prussien a été mis à exécution, mais les Pays-Bas ont décidé de ne pas se soumettre. Le 13 septembre, les forces prussiennes ont envahi les terres hollandaises ; environ 18 000 soldats prussiens, répartis en trois divisions, ont franchi la frontière. Dans la nuit du 15 septembre, la Légion de Salm, accompagnée d'Ondaatje et de ses volontaires ainsi que de leurs partisans armés, ont quitté Utrecht en direction d'Ouderkerk-sur-l'Amstel. Ondaatje a veillé à la destruction de la correspondance échangée entre les membres du Comité de Défense de Woerden.
Vers le 2 octobre, il s'avéra que lui (et possiblement le Rhinegrave) prirent la fuite en direction de Hambourg, toutefois Ondaatje fit retour vers Ostende à la mi-novembre, bravant les intempéries. En l'an 1789, il se vit condamné pour crime de lèse-majesté, sa réputation étant entachée publiquement. La possibilité d'une union entre la République et la région belge captiva l'intérêt d'Ondaatje, qui se retira à Gand en compagnie de Von Liebeherr en 1790. Établi à Dunkerque, il exerça comme écrivain et imprimeur. En 1791, Ondaatje formula ses excuses auprès du Rijngraaf de Sal. À la requête de son défunt grand-père, il adjoint Quint à son patronyme familial.
Pendant cette période, Ondaatje fut activement impliqué au sein d'organisations fraternelles, notamment les francs-maçons. Sa préoccupation principale reposait sur les droits de l'homme, avec un accent particulier sur la liberté d'expression et la souveraineté du peuple. En juillet 1792, Ondaatje sollicita l'aide de Johan Valckenaer ainsi que de la Coert Lambertus van Beyma pour proposer la création d'une légion batave, contribuant ainsi à une invasion des Provinces-Uines sous le commandement du général Dumouriez. Le 17 février 1793, les troupes françaises et la Légion batave traversèrent la frontière ; Ondaatje fut présent lors du siège de Breda mené par Westermann, dans des conditions où l'armée des Sans-Culottes souffrait de graves pénuries. En mars, l'Armée du Nord reçut l'ordre de se replier sur Bruxelles plutôt que de continuer son avancée vers la Hollande. À partir de septembre 1793, Ondaatje exerça ses activités à Calais en tant qu'imprimeur. L'année suivante, il contracta mariage avec Christina Hoevenaar, divorcée de JC Hespe, également un imprimeur révolutionnaire. Après la révolution batave, ils établirent leur résidence à La Haye,.

## République batave

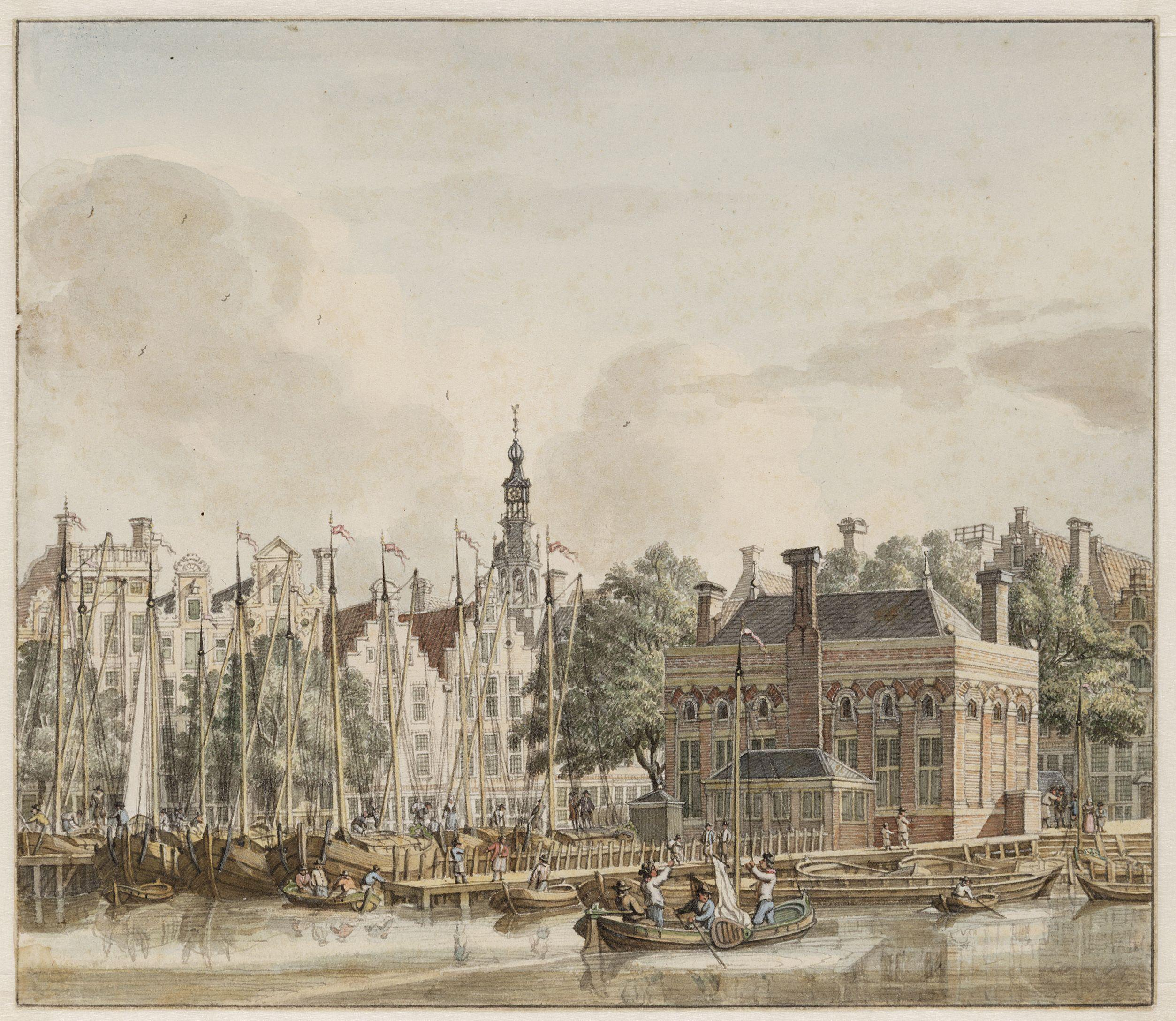
Ondaatje a travaillé à Zeerecht, imprimé par Jan de Beijer

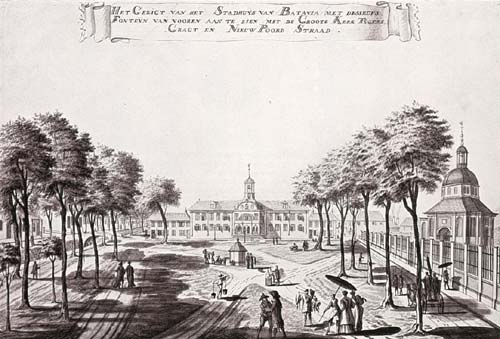
Dessin de l'hôtel de ville à Batavia (du peintre danois Johannes Rach, fin du XVIIIe siècle)

En mars 1796, Ondaatje, en compagnie de Samuel Wiselius, Wybo Fijnje, Theodorus van Kooten et Bogislaus von Liebeherr, fut désigné pour siéger au comité chargé de mettre fin à l'existence de la Compagnie néerlandaise des Indes orientales. Du fait de sa maîtrise du portugais, il fut dépêché en mission au Portugal dans le dessein de protéger la flotte de retour des Indes orientales, récemment arrivée à Setúbal avec une précieuse cargaison, des attaques anglaises. En janvier 1797, il eut une rencontre avec Johan Valckenaer à Madrid avant de revenir par Paris.
Il demeurait à Oudezijds Voorburgwal, à proximité de Zeerecht, lorsqu'il inhumait l'un de ses enfants à Oudezijds Kapel. En qualité de promoteur de l'État unitaire, il participa activement à l'élaboration d'une carte délimitant la nouvelle division territoriale de la République batave. Sous le Staatsbewind, il accéda à une fonction financière de « solliciteur » au sein de la Marine, qu'il exerça jusqu'en 1804. Il fut au service de Louis Bonaparte au Conseil des Finances jusqu'à ce que son royaume de Hollande fût absorbé par la France.
En 1811, Quint Ondaatje fut désigné pour siéger au conseil des Prises à Paris, une fonction qu'il exerça jusqu'à sa dissolution en janvier 1815. Durant les Cent Jours, il eut l'occasion de rencontrer Guillaume Ier des Pays-Bas. À son retour, ses affiliations antérieures suscitèrent des critiques. En février 1815, avec Von Liebeherr, il aspira à être nommé au Conseil de justice de Batavia. Pour mettre un terme à l'administration britannique des Indes orientales, les Néerlandais dépêchèrent une flotte en octobre afin de rétablir l'administration néerlandaise à Java, conformément au Traité de Paris,. La flotte atteignit sa destination le 19 mai 1816 et, après trois mois, le gouverneur britannique consentit à la nomination de trois commissaires généraux pour les Indes néerlandaises. Pendant ce temps, le 31 mars 1816, Ondaatje, Liebeherr et d'autres fonctionnaires désignés embarquèrent à Vlissingen. Quelques jours plus tard, le navire Nassau fit naufrage sur la côte flamande, forçant l'équipage à accoster à Rio de Janeiro. Bien que l'équipage soit resté en bonne santé physique, Ondaatje lui-même fut victime d'un accident vasculaire cérébral. Après six mois, la frégate parvint à Banten. En juillet 1817, Quint Ondaatje se trouvait dans l'incapacité d'exercer ses fonctions au deuxième étage de la mairie coloniale et fut renvoyé dans sa patrie. Après le décès de ses parents, sa fille cadette, Hermina Wilhelmina, s'installa à Ceylan en 1860, puis trois ans plus tard à Jersey.